# Tumat
Tumat (ros.Тумат) – wieś w Ułusie ust-jańskim w Jakucji, w Rosji. Według danych na rok 2021 miejscowość zamieszkiwało 489 osób.

## Geografia
Znajduje się w północnej części Jakucji, obok rzeki Czondon.